# 秋田県立大曲高等学校
秋田県立大曲高等学校（あきたけんりつ おおまがりこうとうがっこう）は、秋田県大仙市大曲栄町に所在する公立の高等学校。略称は「曲高（きょくこう）」。
「ガッタ」と称される事がある(諸説あり)。

## 設置学科
- 普通科
- 商業科

## 沿革史
- 1908年9月12日 - 大曲女子技芸補習学校創立
- 1913年4月4日 - 大曲町立実科高等女学校創立のため大曲女子技芸補習学校廃校
- 1913年4月12日 - 大曲町立実科高等女学校創立（生徒数55名）
- 1920年12月23日 - 郡移管、仙北郡立仙北実習高等女学校と改称
- 1923年4月1日 - 県移管、秋田県立大曲高等女学校と改称　修業年限4ヶ年、学級数8、定員400名
- 1924年12月25日 - 新校舎竣工
- 1933年12月22日 - 校旗制定
- 1948年4月1日 - 学制改革により秋田県立大曲高等学校と改称。第3学年以下は大曲高等学校併設中学校、第4学年以上は大曲高等学校と改称。男女共学、普通科並びに家庭科設置
- 1951年4月1日 - 商業科設置（18学級、定員900名）
- 1952年2月11日 - 校歌制定（作詞 結城哀草果・作曲 信時潔）
- 1953年4月1日 - 校章制定（考案　津村量寛）
- 1951年4月1日 - 音楽室竣工
- 1964年6月30日 図書館竣工
- 1971年3月 - バスケットボール部（女子）第1回全国高等学校バスケットボール選抜優勝大会優勝
- 1979年12月18日 - 格技場竣工
- 1986年3月1日 - 校訓制定
- 1987年12月14日 - 校訓碑建立
- 1988年4月1日 - 家政科募集停止、普通科1学級増設（27学級、定員1215名）
- 1989年4月1日 - 学則一部改正により英語科設置される（普通科7学級、英語科1学級、商業科1学級）
- 1998年3月10日 - 第2体育館改築竣工
- 1998年8月31日 - 創立90周年記念事業としてトレーニングルーム竣工
- 1998年9月12日 - 創立90周年記念式典挙行
- 1999年4月1日 - 普通科1学級減（普通科6学級、英語科1学級、商業科1学級）
- 1999年8月11日 - 登山部（女子）全国高校総体優勝
- 1999年10月24日 - 国民体育大会少年女子共通やり投げ優勝
- 2000年8月24日 - 登山部（男子）全国高校総体準優勝
- 2000年10月18日 - 国民体育大会少年男子400m優勝
- 2001年8月10日 - 登山部全国高校総体　男子3位、女子3位
- 2002年8月6日 - 登山部（女子）全国高校総体優勝、縦走準優勝（男子）
- 2004年4月1日 - 普通科1学級減（普通科5学級、英語科1学級、商業科1学級）
- 2008年 - 創立100周年記念式典挙行
- 2015年 - 英語科募集停止
- 2018年 - 創立110周年記念式典挙行
- 2019年 - 英語科閉科

## ルーム
大曲高校ではクラスのことをルームと称し、学年＋ルームでクラスを呼ぶ。
例）3年5ルーム→35R（さんじゅうごるーむ）

## 部活動
- 体育部
  - 陸上競技部、バスケットボール部、バレーボール部、卓球部、ソフトテニス部、柔道部、野球部、剣道部、登山部、ハンドボール部、なぎなた部、水泳部、サッカー部
- 文化部
  - 文芸部、英語部、美術部、合唱部、書道部、物理部、茶道部、吹奏楽部、生物部、演劇部、放送部、写真部、図書部

## 進路状況
かつて、普通科の生徒は四年制大学への進学を希望することが多かったが、現在は進学率は落ちており、進学先は私立大学が増えている

## 著名な出身者
- 上野泰夫 (アナウンサー)
- 鈴木紀子（元バスケットボール選手）
- 佐藤純一（元プロ野球選手・審判員）
- 竹内幸輔（声優、元あばれヌンチャク）
- 佐藤幹朗（元中部日本放送アナウンサー）
- 鈴木優花（陸上競技選手）
- 鈴木裕樹（舞台俳優）